# Александър Беркман
Александър Беркман роден Овсей Осипович Беркман (роден на 21 ноември 1870 г. във Вилнюс, Руска империя; † 28 юни 1936 г. в Ница, Франция чрез самоубийство) е анархист и писател. Той е водещ активист в анархисткото движение в Съединените щати, където работи в тясно сътрудничество с Ема Голдман, организирайки демонстрации за човешки права и антивоенни кампании. Неговата „ABC на анархизма“ се публикува и днес.

## Биография

### Ранни години
Беркман е роден като Овсей Осипович Беркман, син на богат еврейски бизнесмен. Семейството получава разрешение да се установи в Санкт Петербург, въпреки че имиграцията на евреи в града по това време е забранена. Това може да е и причината Беркман да вземе по-руско звучащото име Александър. По-късно той е най-известен сред приятелите си като Саша (руската кратка форма за Александър). Въпреки това, със смъртта на баща му през 1882 г., правото на пребиваване изтича и семейството се премества в Ковно. Чичо му Натансон го въвежда в идеите на нихилизма. През 1884 г. Бъркман пише училищно есе с антирелигиозно съдържание и му връщат оценка като наказание. През 1886 г. той се присъединява към революционна студентска група и за това е изключен от училище. Той е поставен в черен списък, което му пречи да влезе в други училища и да учи в университет.

### Емиграция в САЩ
Когато майка му умира през 1888 г., Бъркман емигрира в САЩ на 17-годишна възраст. В Ню Йорк става чирак в печатницата на Йохан Мост и научава занаята на наборчик.
Той участва в кампанията за освобождаване на участниците в бунта на Хеймаркет от 1887 г. в Чикаго. През 1889 г. среща Ема Голдман, която му става партньор за известно време и с която по-късно стават приятели за цял живот.
Повлиян от концепцията на Йохан Мост за пропаганда на делото, той се опитва да застреля индустриалеца Хенри Клей Фрик през 1892 г. Фрик е наел правокатори от детективската агенция Пинкертън по време на стачка в неговата стоманодобивна фабрика. В хода на сблъсъците между стачкуващите и стачкуващите десет души са убити и шестдесет ранени в рамките на един ден, преди губернаторът на Пенсилвания най-накрая да обяви военно положение.
След като Беркман нахлува в офиса на Фрик, той го прострелва три пъти и го намушка два пъти неуспешно с отровен нож. В резултат на престъплението Беркман е осъден на 22 години затвор за опит за убийство, от които прекарва 14 години в затвора, много от които в изолация.
Освобождаването му се дължи на опита на някои корумпирани политици да помогнат на затворени приятели, които са измамили държавата с милиони долари със закон, който намалява всички присъди с една трета. Въпреки това, осъдените политици са осъдени съгласно федералния закон и остават в ареста; Беркман е освободен на 18 май 1906 г.

### Депортиране в Съветска Русия
Физически отслабен, Беркман се свързва отново с Ема Голдман след затвора. От 1906 до 1915 г. той пише статии за техния вестник, Mother Earth. Изданието особено се застъпва за контрол на раждаемостта, поради което Ема Голдман е осъдена на затвор, така че Беркман за кратко поема поста редактор на списанието.
Между 1906 и 1914 г. Бъркман ходи на лекционни обиколки из САЩ, където многократно е арестуван или възпрепятстван по друг начин, например от: Б. неговите заседания са разпуснати. По-късно той се събира отново с Ема Голдман и участва в бюлетина Mother Earth. През това време той продължава да изнася лекции, помага за организирането на работници и безработни и ръководи различни кампании за правата на човека.
От 1914 г. Беркман и Ема Голдман се противопоставят на Първата световна война, а когато САЩ се намесват през 1917 г., те се борят срещу мобилизациите, наред с други неща, призовавайки за отказ от военна служба. Те са обвинени за бомбардировката на „Парада за деня на готовността“ на 22 юли 1916 г. (вид военен парад на САЩ) и двамата са арестувани няколко пъти между 1917 и 1919 г. През 1919 г., след приемането на Закона за изключване на анархистите и в разгара на нападенията на Палмър, Беркман, Голдман и стотици други радикали са депортирани в Съветска Русия на кораба UST Buford.
И Беркман, и Голдман първоначално подкрепят болшевиките. През 1920 Беркман се среща с Августин Суши в Москва. След като стават свидетели на последиците от Октомврийската революция от първа ръка, Беркман и Голдман се разочаровт все повече. Бруталното потушаване на Кронщадското въстание през 1921 г. най-накрая доведе до неговото прекъсване. Бъркман и Голдман се са застъпили за моряците, когато въстанието беше потушено, и двамата емигрираха в Берлин през Швеция.
Техните опити за либертарианска критика на болшевизма са само умерено успешни. В Германия през 1922 г. те събират средства за затворените анархисти в Съветския съюз.

## Смърт
През 1923 г. Беркман и Голдман получават разрешение да влязат във Франция с подкрепата на Ромен Ролан, Бертран Ръсел, Томас Ман и Алберт Айнщайн. Беркман прекарва последните си години при лоши условия на живот като издателски редактор и преводач в Сен Тропе и в крайна сметка живее в Ница. След като никога не е преодолял сериозно увреждането на здравето си, причинено от затвора, той е измъчван от рак на простатата през последните години. Той страда от постоянна болка и е зависим от финансовата помощ на приятелите си. В нощта на 28 юни 1936 г., две седмици преди избухването на Гражданската война в Испания, той се наранява смъртоносно с пистолет с намерение за самоубийство. След късно нощно обаждане от приятели, Ема Голдман се втурва от Сен Тропе към Ница, за да види Бъркман и стигна до него, умиращ и напълно парализиран. Следобед Александър Беркман изпада в кома и същата вечер умира.